# José-Luis Ortiz Moreno
José-Luis Ortiz Moreno (* 1967) je španělský astronom, pracující pro Instituto de Astrofísica de Andalucía ve Španělsku. Na Observatoři Sierra Nevada v provincii Granada vede tým specializující se na pozorování planetek.
V červenci 2005 Ortiz oznámil objev nového transneptunického tělesa, které později dostalo jméno Haumea a bylo zařazeno mezi tzv. trpasličí planety. Těleso již mnohem déle pozoroval také Michael E. Brown se svým týmem z Kalifornského technologického institutu, ovšem ve snaze získat přesnější údaje o jeho oběžné dráze publikaci objevu pozdržel. Brown původně uznal Ortizovu zásluhu na objevu, ovšem své mínění později změnil, když se dozvěděl, že Ortiz si přes internet prohlížel jeho pozorovací údaje. Ortiz trval na tom, že tak činil pouze ve snaze zjistit, zda pozorují stejný objekt.
Mezinárodní astronomická unie nakonec objev nepřisoudila ani jednomu ze znesvářených astronomů. Jako místo objevu uvedla španělskou observatoř, ovšem těleso pojmenovala podle kalifornského návrhu Haumea, a nikoliv Ataecina, jak navrhoval Ortizův tým.